# (480017) 2014 QB442
(480017) 2014 QB442 est un objet transneptunien faisant partie du disque des objets épars, découvert en 2013 ; une prédécouverte remonte à 2010.

## Caractéristiques
(480017) 2014 QB442 mesure environ 200 kilomètres de diamètre.